# 스위즈 비츠
스위즈 비츠(Swizz Beats, 1978년 9월 13일~ )는 미국의 래퍼이자 프로듀서이다. 현재 'Full Scarface Record'를 경영하고 있다. 미국 유명 가수 앨리샤 키스의 남편이기도 하다.

## 프로듀서로서의 활약
그는 그의 사촌 Chivon, Dee, Waah Dean와 함께 DMX가 있는 러프 라이더 레코드에 발탁되었다. 17살때 만든 첫 트랙은 DMX가 참여한 'Ruff Ryders Anthem'이었다. 'Ruff Rhyder Record'를 비롯하여 락커펠라 레코드, 베드 보이 레코드, 'Elektra Records', 'Epic Records', 데프잼 레코드에서 곡 작업을 했다. 2002년에 첫 솔로 앨범 《Presents G.H.E.T.T.O. Stories》를 발매후, 'Full Scarface Record'를 설립, 캐시디, Jay-z, 2 Much, 에미넴, 50 센트, 드레그 온, Eve, Ruff Rhyder, 마이클 잭슨, T.I., 릴 웨인, 루다크리스, 릴 존, 앨리샤 키스, 본 석스 앤 하모니, 바우 와우, 버스타 라임즈, 트위스타, 주엘즈 산타나, Notorious B.I.G, LL Cool J, 나스, 팻 조, 캐시디, 패볼러스, 제이다키스, DMX 등의 가수들과 곡 작업을 했다.